# Vitali Rəhimov

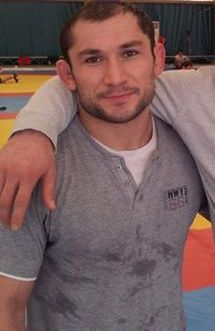
Vitali Rəhimov

Vitali Rəhimov (* 27. August 1984 in Meghri) ist ein aserbaidschanischer Ringer.

## Werdegang
Vitali Rəhimov begann im Jahre 1994 mit dem Ringen. Er konzentriert sich auf den griechisch-römischen Stil und gehört dem Sportclub Neftchi Baku an. Seit Beginn seiner Ringerkarriere wird er von Wagib Fesulajew trainiert. Bei einer Größe von 1,66 Metern startete er zunächst im Federgewicht und ringt seit 2010 im Leichtgewicht. Er ist Sportlehrer.
Die internationale Karriere von Witali Rahimow begann bereits im Jahre 2001, wo er in Izmir Junioren-Europameister (Kadetten) in der Gewichtsklasse bis 54 kg Körpergewicht wurde. Bei der Junioren-Europameisterschaft 2002 in Subotica kam er im Bantamgewicht nur auf den 7. Platz und auch bei der Junioren-Weltmeisterschaft 2003 in Istanbul war er mit einem 9. Platz von den Medaillenrängen weit entfernt.
Im Jahre 2004 gelang es ihm sich bei seinem ersten Einsatz bei den Senioren, dem Olympia-Qualifikationsturnier in Taschkent, mit einem 4. Platz im Federgewicht für die Olympischen Spiele dieses Jahres in Athen zu qualifizieren. Bei den vor diesen Spielen in Haparanda stattfindenden Europameisterschaften 2004 verlor er seinen ersten Kampf gegen Lasha Lomadse aus Georgien und konnte danach mit einem Sieg über Thomas Kathan aus Österreich nur mehr den 11. Platz erreichen. Bei den Olympischen Spielen in Athen besiegte er den Olympiasieger von 1996 Włodzimierz Zawadzki aus Polen, verlor dann aber gegen Jung Ji-hyun aus Südkorea, womit er ausschied und nur den 14. Platz belegte.
Im Jahre 2005 gelang Vitali Rəhimov dann auch bei den Senioren der endgültige Durchbruch in die internationale Spitzenklasse. Er wurde in diesem Jahr in Warna Europameister im Federgewicht. Dabei besiegte er mit Mahmut Görez aus der Türkei, Petr Švehla aus Tschechien, Dawit Bedinadse und Eusebiu Diaconu aus Rumänien vier Weltklasseringer. Pech hatte er dann allerdings bei der Weltmeisterschaft des gleichen Jahres in Budapest, denn er verlor dort gegen Davor Štefanek aus Serbien nach Punkten (1:2 Runden, 7:12 Punkte). Da Stefanek das Finale nicht erreichte, schied Vitali Rəhimov aus und kam nur auf den 22. Platz.
Auch bei den Weltmeisterschaften 2006 in Guangzhou und 2007 im heimischen Baku hatte er kein Glück. In Guangzhou verlor nach einem Sieg über Nikolaos Kaisidis aus Griechenland gegen Oleksij Wakulenko aus der Ukraine und kam auf den 13. Platz. Noch ärger erwischte es ihn ausgerechnet in Baku, wo er in seinem ersten Kampf gegen seinen Angstgegner Jung Ji-hyun aus Südkorea unterlag und auf dem 32. Platz landete.
2008 gelang es Vitali Rəhimov sich durch einen 3. Platz beim Qualifikationsturnier in Rom einen Startplatz bei den Olympischen Spielen in Peking zu erkämpfen. Dort siegte er mit Hilfe des Dopingmittels Turinabol  im Federgewicht über Sheng Jiang, China, Eusebiu Diaconu, den vielfachen Weltmeister und Olympiasieger Armen Nasarjan, Bulgarien und Nurbakyt Tengisbajew aus Kasachstan und stand damit im Kampf um die Goldmedaille dem Russen Islambek Albijew gegenüber. Gegen Albijew hatte er aber keine Siegchance und unterlag mit 0:2 Runden und 0:6 Punkten.
Im Jahre 2009 gewann er dann bei der Weltmeisterschaft in Herning/Dänemark im Federgewicht seine erste Medaille bei einer Weltmeisterschaft. Er besiegte dabei Paolo Fucile aus Italien, Ruslan Tjumenbajew aus Kirgisistan und Rewas Laschchi aus Georgien. Im Halbfinale unterlag er gegen Dilshod Aripov aus Usbekistan, durch einen Sieg über Söner Surcu aus der Türkei gewann er aber eine Bronzemedaille. Die gleiche Medaille gewann er dann auch bei der Weltmeisterschaft 2010 in Moskau, allerdings eine Gewichtsklasse höher, im Leichtgewicht. Er benötigte dazu vier Siege. Eine Niederlage musste er von Ambako Watschadse aus Russland hinnehmen. Im Kampf um die Bronzemedaille besiegte er Tamás Lőrincz aus Ungarn.
Im Jahre 2011 gewann Vitali Rəhimov dann im Leichtgewicht eine Bronzemedaille bei der Europameisterschaft in Dortmund. Er musste sich dort im Viertelfinale gegen Tamas Lörincz geschlagen geben, da aber dieser das Finale erreichte, konnte er sich mit Siegen über Abdusamalt Günal, Türkei und Ionuț Panait aus Rumänien noch diese Medaille erkämpfen. Kein Glück hatte er allerdings bei der Weltmeisterschaft dieses Jahres in Istanbul, denn er verlor nach zwei gewonnenen Kämpfen gegen Kim Hyeon-woo aus Südkorea, schied aus und erreichte nur den 15. Platz. Bei der Europameisterschaft 2012 in Belgrad verlor er gleich seinen ersten Kampf gegen Jaroslaw Kardasch aus Belarus und kam nur auf den 20. Platz. Es gelang ihm 2012 öauch nicht sich für die Olympischen Spiele in London zu qualifizieren.
2013 erzielte er bei mehreren internationalen Turnieren gute Ergebnisse, wurde aber bei keiner internationalen Meisterschaft eingesetzt.

## Doping
2016 wurde bei Nachtests Rəhimovs Dopingprobe von den Olympischen Spielen 2008 positiv auf Turinabol getestet und er wurde nachträglich disqualifiziert. Die Bronzemedaille wurde aberkannt.

## Internationale Erfolge
| Jahr | Platz | Wettbewerb                                 | Gewichtsklasse | Ergebnis |
| 2001 | 1.    | Junioren-EM (Cadets) in Izmir              | bis 54 kg      | vor Ügur Tüfenk, Türkei und Dawit Bedinadse, Georgien |
| 2002 | 7.    | Junioren-EM in Subotica                    | Bantam         | Sieger: Basang Boktajew, Russland vor Sergei Koslow, Ukraine |
| 2003 | 9.    | Junioren-WM in Istanbul                    | Feder          | Sieger: Nurbakyt Tengisbajew, Kasachstan vor Davor Štefanek, Serbien |
| 2004 | 4.    | Olympia-Qualifik.-Turnier in Taschkent     | Feder          | hinter Nurlan Koischagoinow, Kasachstan, Davor Stefanek und Ali Ashkani Akboloag, Iran                                                                                                 |
| 2004 | 11.   | EM in Haparanda                            | Feder          | nach einer Niederlage gegen Lasha Lomadse, Georgien und einem Sieg über Thomas Kathan, Österreich                                                                                      |
| 2004 | 14.   | OS in Athen                                | Feder          | nach einem Sieg über Włodzimierz Zawadzki, Polen und einer Niederlage gegen Jung Ji-hyung, Südkorea                                                                                    |
| 2005 | 1.    | EM in Warna                                | Feder          | nach Siegen über Mahmut Görez, Türkei, Petr Švehla, Tschechien, Dawit Bedinadse und Eusebiu Diaconu, Rumänien                                                                          |
| 2005 | 22.   | WM in Budapest                             | Feder          | nach einer Niederlage gegen Davor Stefanek |
| 2006 | 3.    | Yadegar-Imam-Cup in Ghom/Iran              | Feder          | hinter Ali Ashkani Agboloeg und Hamid Bavafa, beide Iran |
| 2006 | 5.    | Golden-Grand-Prix in Baku                  | Feder          | hinter Ali Ashkani Agboloag, Eusebiu Diaconu, Fuad Aliew, Aserbaidschan und Makoto Sasamoto, Japan                                                                                     |
| 2006 | 13.   | WM in Guangzhou                            | Feder          | nach einem Sieg über Nikolaos Kaisidis, Griechenland und einer Niederlage gegen Oleksij Wakulenko, Ukraine                                                                             |
| 2007 | 32.   | WM in Baku                                 | Feder          | nach einer Niederlage gegen Jung Ji-hyun |
| 2008 | 3.    | Olympia-Qualifik.-Turnier in Rom           | Feder          | hinter Davor Stefanek und Dilshod Aripov, Usbekistan |
| 2008 | 2.    | Golden-Grand-Prix in Baku                  | Feder          | hinter Fuad Aliew, vor Rewas Laschchi, Georgien und Dilshod Aripov |
| 2009 | 8.    | Intern. Turnier (Christo Lutte) in Créteil | Leicht         | Sieger: Steeve Guénot, Frankreich vor Karel Hanak, Tschechien |
| 2009 | 2.    | Golden-Grand-Prix in Baku                  | Feder          | hinter Aslan Abdullin, Russland, vor Sakit Jallilow, Aserbaidschan und Rewas Laschchi                                                                                                  |
| 2009 | 3.    | WM in Herning/Dänemark                     | Feder          | nach Siegen über Paolo Fucile, Italien, Ruslan Tjumenbajew, Kirgisistan und Rewas Laschchi, einer Niederlage gegen Dilshod Aripov und einem Sieg über Söner Sucu, Türkei               |
| 2010 | 2.    | „Vehbe-Emre“-Memorial in Istanbul          | Feder          | hinter Hassan Aliew, Aserbaidschan, vor Söner Sucu und Iwo Angelow, Bulgarien |
| 2010 | 1.    | Golden-Grand-Prix in Baku                  | Leicht         | vor Rustam Aliew, Aserbaidschan, Darchan Bajachmetow, Kasachstan und Michail Semenjow, Belarus                                                                                         |
| 2010 | 3.    | WM in Moskau                               | Leicht         | nach Siegen über Sunil Kumar, Indien und Arman Adikjan, Armenien, einer Niederlage gegen Ambako Watschadse, Russland und Siegen über Pascal Strebel, Schweiz und Tamás Lőrincz, Ungarn |
| 2011 | 6.    | Welt-Cup in Minsk                          | Leicht         | Sieger: Saeid Murad Abdvali, Iran vor Kim Hyeon-woo, Südkorea |
| 2011 | 3.    | EM in Dortmund                             | Leicht         | nach einem Sieg über Richard Rigo, Slowakei, einer Niederlage gegen Tamás Lőrincz und Siegen über Abdusamelt Günal, Türkei und Ionuț Panait, Rumänien                                  |
| 2011 | 3.    | Golden-Grand-Prix in Baku                  | Leicht         | hinter Tamás Lőrincz und Afshin Bjabangard, Iran |
| 2011 | 15.   | WM in Istanbul                             | Leicht         | nach Siegen über Frederik Bjerrehuus, Dänemark und Ulises Ivan Barragan Calderon, Mexiko und einer Niederlage gegen Kim Hyeon-woo                                                      |
| 2012 | 3.    | Golden-Grand-Prix in Istanbul              | Leicht         | hinter Refik Ayvazoglu, Türkei und Ali Esmaeil Mohammadi, Iran |
| 2012 | 20.   | EM in Belgrad                              | Leicht         | nach einer Niederlage gegen Jaroslaw Kardasch, Belarus |
| 2012 | 3.    | Olympia-Qualif.-Turnier in Sofia           | Leicht         | hinter Steeve Guénot, Frankreich und Edgaras Venckaitis, Litauen |
| 2012 | 7.    | Olympia-Qualif.-Turnier in Helsinki        | Leicht         | Sieger: Atakan Yüksel, Türkei vor Hovhannes Wardershjan, Armenien |
| 2013 | 3.    | „Vehbi-Emre“-Memorial in Istanbul          | Leicht         | hinter Rasul Chunajew, Aserbaidschan und Mohammad Karimi, Iran |
| 2013 | 2.    | Großer Preis von Spanien in Madrid         | Leicht         | hinter Həsən Əliyev, Aserbaidschan, vor Migran Arutjunjan, Armenien |
| 2013 | 2.    | Golden-Grand-Prix in Baku                  | Leicht         | hinter Rasul Chunajew, vor Dominik Etlinger, Kroatien und Omid Haji Noroozi, Iran |

Erläuterungen
- alle Wettbewerbe im griechisch-römischen Stil
- OS = Olympische Spiele, WM = Weltmeisterschaft, EM = Europameisterschaft
- Bantamgewicht, Gewichtsklasse bis 2002 bis 58 kg, Federgewicht, seit 2003 bis 60 kg, Leichtgewicht, seit 2003 bis 66 kg Körpergewicht (bis 31. Dezember 2013); seit 1. Januar 2014 gilt eine neue Gewichtsklasseneinteilung durch die FILA